# Permanent vissningsgräns

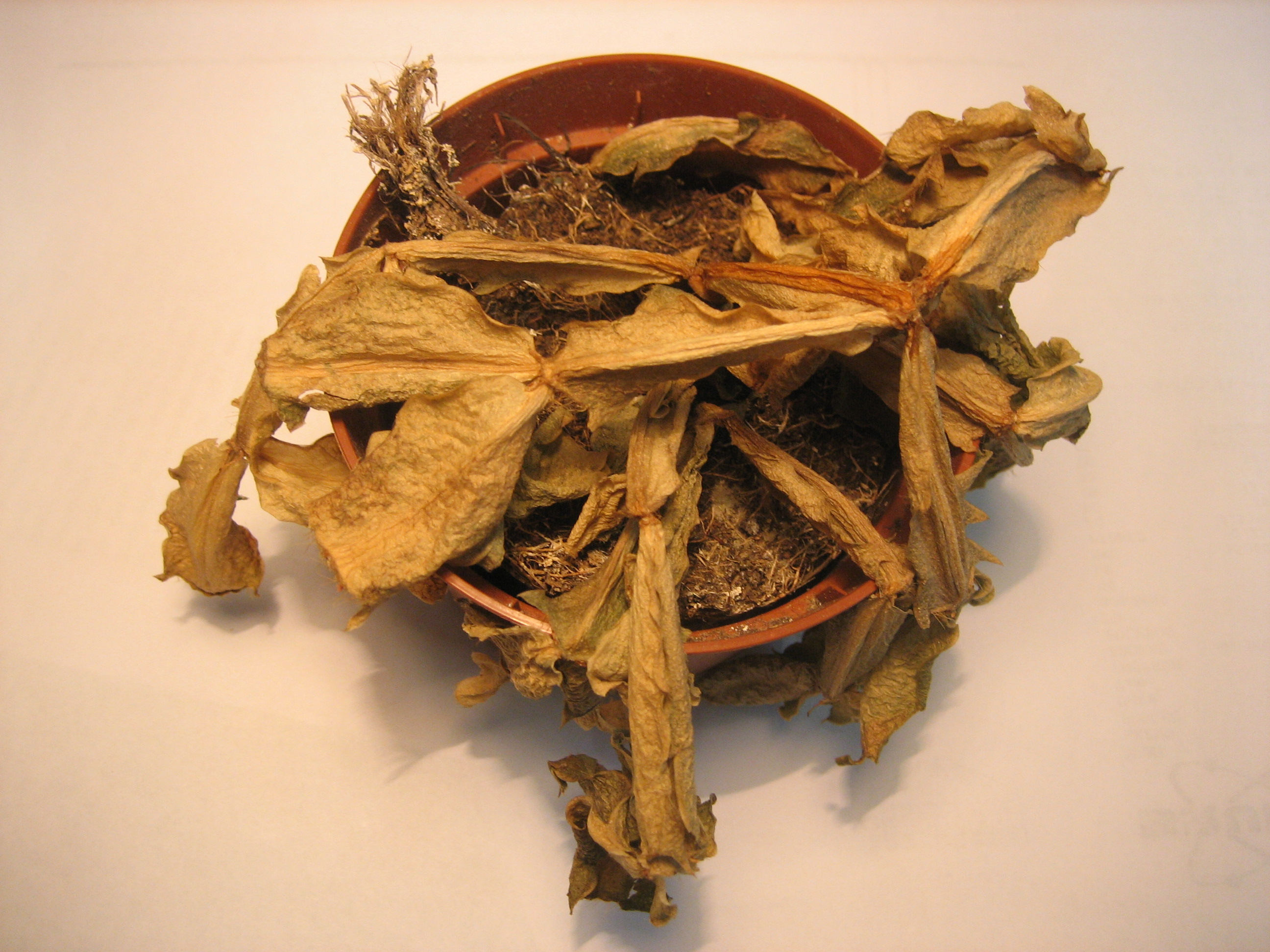
En växt i jord som är torrare än den permanenta vissningsgränsen.

Permanent vissningsgräns definieras som den minsta mängd vatten som behöver finnas i jord för att de flesta växter inte ska vissna ner och dö.
Den permanenta vissningsgränsen uttrycks som tension (undertryck), och anses ligga på ett undertryck av 150 meter vattenpelare (1,5 MPa) i marken. Vattenhalten vid den permanenta vissningsgränsen framgår av markens pF-kurva.
Ibland används också uttrycket biologisk vissningsgräns, som dock inträffar vid en något högre markvattenpotential än den permanenta vissningsgränsen.
Skillnaden i vattenhalt mellan fältkapacitet och permanent vissningsgräns i rotzonen anses vara det växttillgängliga vattnet.